# Димова граната

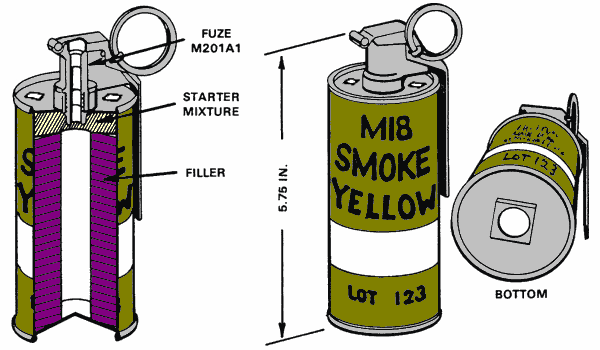
Американська димова граната М18

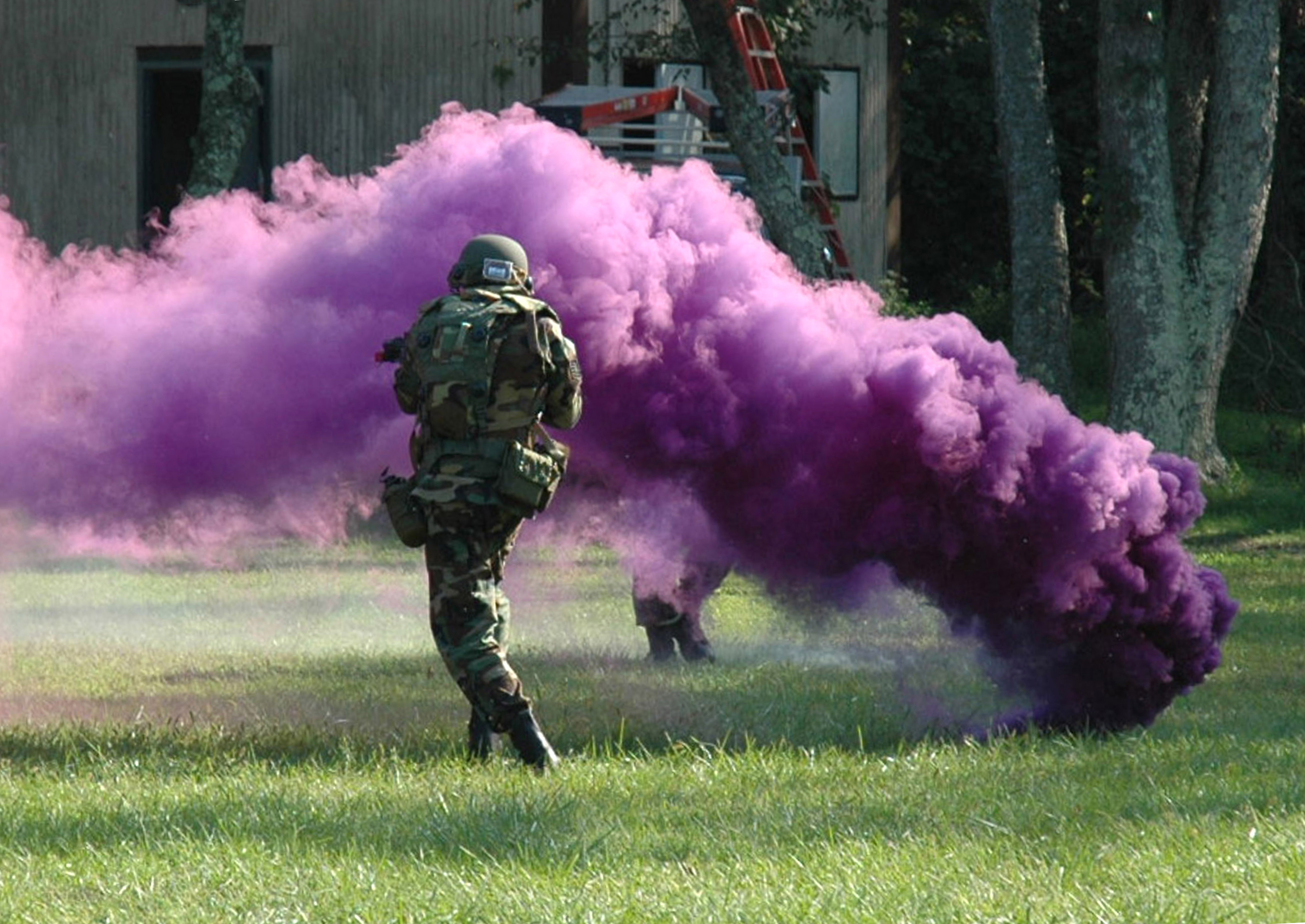
Димова граната фіолетового кольору

Димова́ грана́та, димова шашка — піротехнічний засіб для димопуску з метою подачі сигналів, вказівки місця посадки, бойової ідентифікації, маскування бойових дій одиничних солдатів і підрозділів в ближньому бою. Граната може також використовуватися для імітації горіння бойової техніки.
У народному господарстві димові гранати можуть використовуватися для знищення сільськогосподарських шкідників, боротьби із заморожуваннями.
Існують два принципові різновиди димових гранат (шашок), обумовлених сферою застосування:
- Димова шашка тривалої дії. Часто являє собою металевий циліндр з одним або декількома отворами для випуску диму. Час горіння залежить від рецептури і об'єму складу.
- Димова граната миттєвої дії. Використовується для миттєвої постановки димової завіси на нетривалий час. Є боєприпасами з швидкопалаючим складом, що вистрілюються, підриваються на віддалі від замаскованого об'єкта.

## Види гранат
M8, M83 і Model 308-1 White Smoke
- M8 — (AN-M8 Smoke HC, Army/Navy Model 8 HC Smoke Grenade) димова граната диму білого кольору. Наповнювач — гексахлоретан (НС). Запал — М201А1. Тривалість горіння реагенту-наповнювача — 105—150 секунд. Дим отруйний.
- М83 — (AN-M83 Smoke ТА, Army/Navy Model 83 ТА Smoke Grenade) така ж сама граната що і AN-M8 тільки наповнювачем слугує терефталева кислота (TA) дим якої не шкідливий для здоров"я.

M15, M16, та M34
- M15 — (SMOKE WP) димова/запалювальна граната диму білого кольору. Наповнювач — білий фосфор (WP). Запал — М206А2. Дим отруйний. (Запал М206А2 своїм вибухом розриває сталевий корпус боєприпасу, розкидає шматки фосфору, ті, в свою чергу, починають горіти при контакті з повітрям, виділяючи при цьому густий білий дим. Становила небезпеку навіть для власних бійців, тому була швидко виведена в резерв і у великій кількості залишилася в сховищах.)
- М16 — модифікація гранат M18. Час горіння збільшено до 150 с., також додали отворів в кришках.
- М34 — (M34 WP SMOKE) модифікація гранати M15. Основною відмінністю є новий ребристий корпус який призначався для стрільби з гвинтівки із застосуванням спеціальної насадки як для осколкової Mk II.

M18
- M18 — граната для постановки завіс та для подачі димових сигналів різного кольору. Зовні схожа з М8. Мала в кольоровій гамі: чорний, помаранчевий, блакитний, жовтий, зелений, червоний і фіолетовий дими. Пізніше від перших трьох відмовилися. Склад наповнювача-реагенту різний, в залежності від кольору, запали — М201А1 з двох секундною затримкою. Маркування виконано смугою, а пізніше верхньою кришкою відповідного кольору. Тривалість горіння реагенту-наповнювача — 60 секунд.

XM48/E1/E2/E3
- ХМ48 — димова варіація газової гранати ХМ47. Кругла, з отвором для виходу газів збоку корпусу. Отвір працює як сопло і кинута граната починає весело стрибати і скакати, що дуже заважає ворогу схопити її і викинути. Відомі тільки дими червоного і зеленого кольору.

## Використання

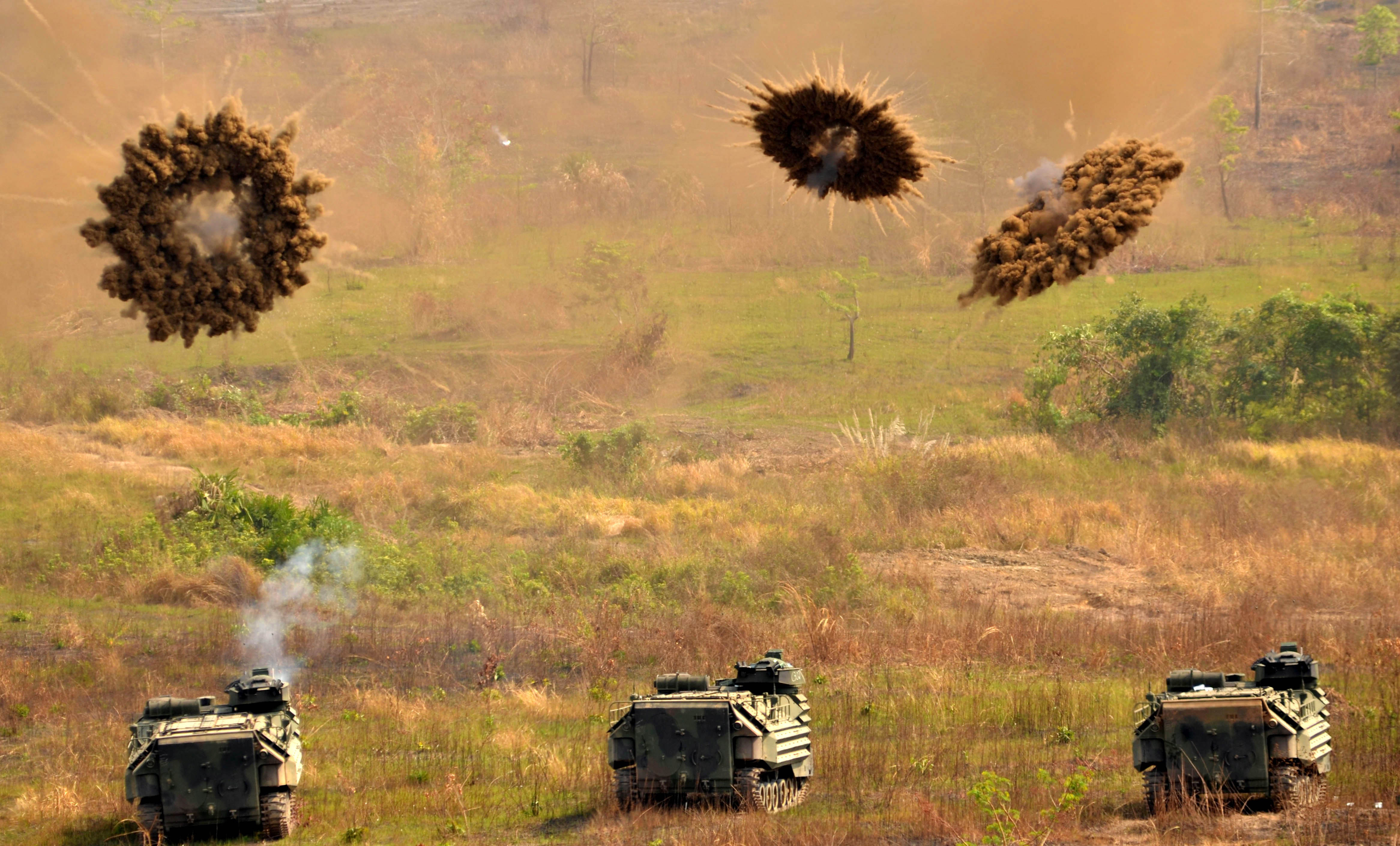
Бронетранспортер AAV-P7 запалює димові гранати

Димові гранати використовують для різних цілей. Основне застосування — створення димових завіс для маскування і сигналізації літальних апаратів.
Якщо необхідно виконати маневри (наприклад, флангові або відступ), димові гранати можуть бути кинуті перед їх початком, для створення стіни, що знижує видимість, і, відповідно, точність ведення вогню супротивника, не дозволяючи йому точно визначити розташування військ. Найпоширеніший колір диму для маскування — білий або сірий. З появою інфрачервоних технічних засобів, які можуть визначити переміщення військ через димові завіси, у новітніх розробках почали застосовувати дим із мультиспектральними компоненти, непроникними для інфрачервоного випромінювання.
Димові гранати також можуть бути використані для сигналу літаку. Наприклад, у випадках, коли виявлення цілі з літаку є майже неможливим (наприклад, якщо ціль заходиться в густому лісі), пілот отримує змогу зорієнтуватися за димом від димової гранати. Кольорові сигнальні димові гранати широко використовуються для надзвичайній евакуації або авіаційної підтримки в ситуаціях, коли швидке знаходження дружніх сухопутних військ має першорядне значення. Поширені кольори — червоний, жовтий, зелений і фіолетовий, дуже яскраві фарби використовуються для того, щоб збільшити ймовірність бути поміченим зверху.

### Інші випадки використання
Оскільки базова конструкція димової гранати є досить простою, саморобні пристрої широко поширені у всьому світі. Демонстранти, футбольні фанати і страйкболісти часто створюють власні димові гранати, використовуючи загальні матеріали.

### у Верховній раді України
Двічі за історію України димові гранати були використані народними депутатами безпосередньо у сесійній залі Верховної ради.
Так, 27 квітня 2010 року димові шашки були використані з метою зірвати ратифікацію Харківських угод. За деякими свідченнями, шашки підпалював Андрій Парубій, в майбутньому — спікер парламенту.
6 жовтня 2017 року димові шашки були використані вдруге з метою зірвати голосування за президентський законопроєкт № 7164 «про створення необхідних умов для мирного врегулювання ситуації в окремих районах Донецької та Луганської областей». Запалення шашок здійснив Юрій Левченко.
В обох випадках підпал димових шашок не виконав місії — заплановані голосування відбулися результативно.